# معماری بدون معمار

جلد معماری بدون معمار

معماری بدون معمار: مقدمه ای کوتاه بر معماری بدون دودمان (به انگلیسی: Architecture Without Architects: A Short Introduction to Non-Pedigreed Architecture) کتابی است که براساس نمایشگاهی در موزه هنر مدرن، نیویورک با همین عنوان منتشر شده‌است. این نمایشگاه توسط برنارد رودوفسکی در سال ۱۹۶۴ در موزه هنر مدرن نیویورک برگزار شده و به دنبال نشان دادن غنای هنری، عملکردی و فرهنگی معماری بومی بوده‌است.